# Mezel
Mezel är en kommun i departementet Puy-de-Dôme i regionen Auvergne-Rhône-Alpes i centrala Frankrike. Kommunen ligger i kantonen Vertaizon som tillhör arrondissementet Clermont-Ferrand. År 2018 hade Mezel 1 918 invånare.

## Befolkningsutveckling
Antalet invånare i kommunen Mezel
| Referens: INSEE |